# Vicomté de Castelnou
vers 994 – 1321
La vicomté de Castelnou ou de Vallespir est une institution politique mise en place à la fin du Xe siècle, vers 994. La juridiction de la vicomté s'étend sur l'ancien pagus de Vallespir, sous la suzeraineté des comtes de Besalú. Le nom de Castelnou vient du « château neuf » (castellus novus en latin, castell nou en catalan), construit sur le vicus de Camélas, qui devient le siège des vicomtes. 
Les vicomtes de Castelnou jouent un rôle important dans le Roussillon et le Vallespir des XIe et XIIe siècles, notamment par l'importance de leur réseau féodal et la mainmise qu'ils exercent sur les terres de l'évêché d'Elne.

## Histoire

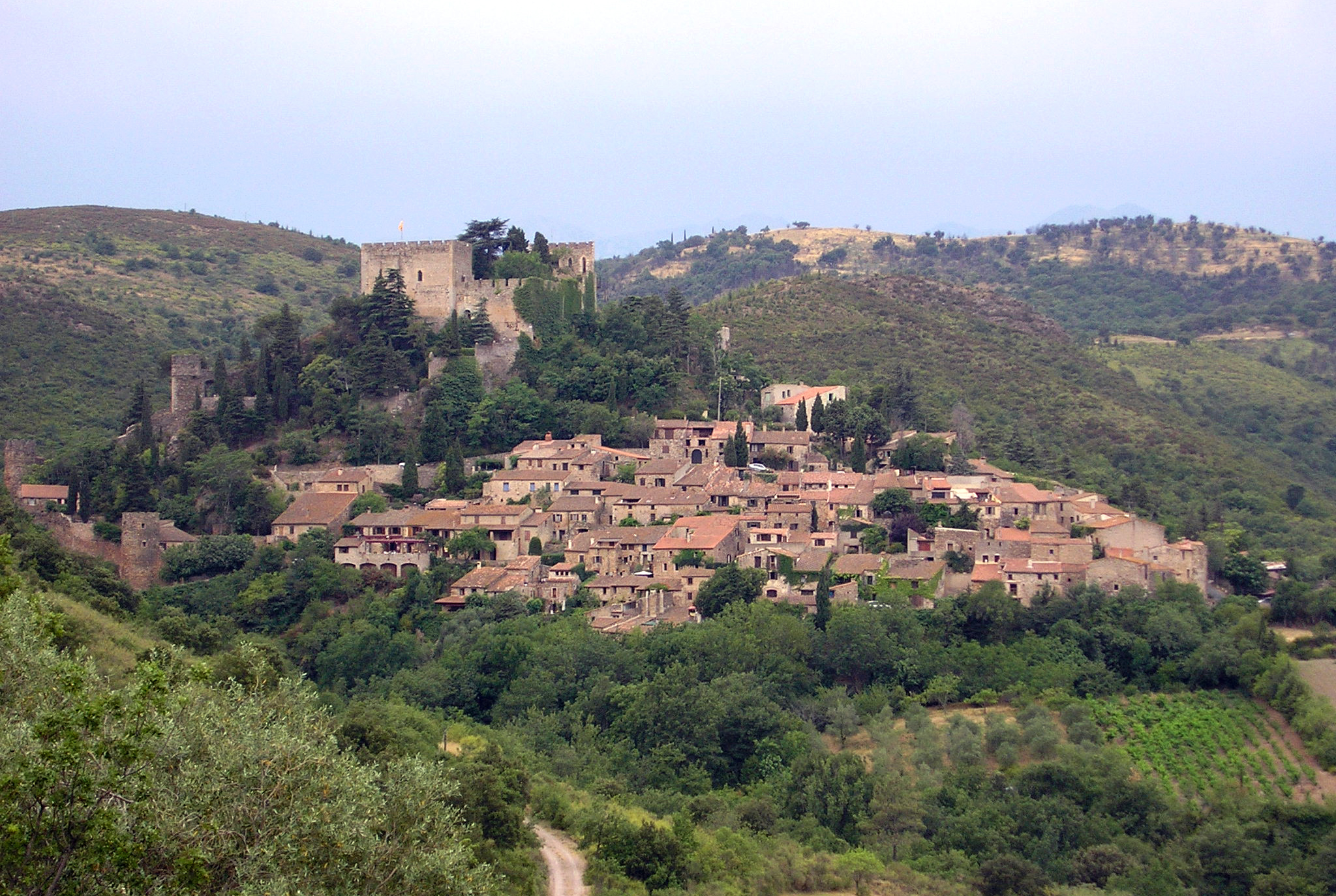
Vue du village de Castelnou, dominé par le château vicomtal.

Les vicomtes possédaient, comme lieutenants au nord des Pyrénées des comtes de Besalú, un rôle de juge pour toute la région comprise entre les Pyrénées, au sud, le Fenouillèdes, au nord, le Conflent à l'ouest, et le Roussillon à l'est. Dans ce « pays » (pagus) de Vallespir, la famille des Castelnou possédait de nombreuses seigneuries, autour du village de Castelnou même et dans la région des Aspres. La puissance de la famille vicomtale venait aussi de leur réseau féodal, notamment les familles de Corsavy et de Serralongue. En plus de cette présence féodale, les Castelnou participaient à la sphère spirituelle, comme archidiacres de l'Église d'Elne, fonction qu'ils occupèrent de manière quasi-continuelle au cours des Xe et XIIe siècles et qui leur valut de nombreux conflits avec les évêques de la ville, les deux parties réclamant l'héritage des archidiacres défunts.
Après la réunion du comté de Besalú à celui de Barcelone en 1111, les vicomtes devinrent des vassaux directs des comtes de Barcelone, devenus rois d'Aragon en 1164. 
Au début du XIIIe siècle, le roi Pierre II d'Aragon constitua un apanage constitué des comtés de Roussillon et de Cerdagne pour son cousin, l'infant Sanche. Le Vallespir fut à cette occasion détaché du comté de Barcelone pour être rattaché à celui de Roussillon. Les Castelnou devinrent donc vassaux de Sanche et de son fils et successeur Nuno Sanche jusqu'à la mort de celui-ci vers 1240. Nuno Sanche semble avoir considéré les vicomtes, vassaux trop puissants, avec une certaine réserve. Il accorda notamment des privilèges à la ville royale de Thuir, située à proximité de Castelnou, pour en faire une sentinelle contre une éventuelle rébellion de la famille. Il tenta également de faire de la ville des Bains d'Arles, siège d'une sous-viguerie de Vallespir, négligeant les antiques prérogatives juridictionnelles des Castelnou. À la mort de Nuno Sanche, le Roussillon revint au roi d'Aragon Jacques Ier. Le vicomte Jaspert IV fut chargé en 1251 de l'éducation de l'infant Pierre, futur roi sous le nom de Pierre III.
Pourtant, en 1262, le roi Jacques Ier divisa l'héritage de ses fils en donnant au cadet l'infant Jacques les comtés de Roussillon et de Cerdagne, incluant la tutelle sur le Vallespir, et le royaume de Majorque. Les vicomtes se trouvèrent donc en porte-à-faux vis-à-vis de leur nouveau seigneur, étant des conseillers de son frère et ennemi l'infant Pierre. En 1275, le vicomte Guillaume VI fut attaqué en son château de Montbolo par des fidèles de l'infant Jacques et ne dut sa survie qu'à une intervention prompte de l'infant Pierre.
En 1276, le roi Jacques Ier mourut, Pierre III d'Aragon et Jacques II de Majorque montèrent sur leurs trônes respectifs. Les Castelnou ne semblent pas avoir fait parler d'eux jusqu'à la croisade d'Aragon de 1285, entreprise par le roi de France Philippe le Hardi, avec l'aide de Jacques II de Majorque, contre Pierre III. Le vicomte Jaspert V prit parti pour Pierre III, s'attirant l'inimitié de Jacques de Majorque. En 1286, ce dernier monta une expédition contre Castelnou, prit le château, confisqua la vicomté et obligea Jaspert V à la fuite. Ce dernier trouva refuge auprès du fils et successeur de Pierre, le roi Alphonse III d'Aragon, qui lui confia des seigneuries dans le royaume de Valence. Ce n'est qu'à la paix d'Anagni de 1295 que Jaspert V put rentrer en Vallespir. Il semble alors avoir avec Jacques de Majorque des relations plus sereines. Toutefois, à sa mort en 1321, le roi Sanche de Majorque, fils et successeur de Jacques II, supprime la vicomté au détriment des héritiers de Jaspert V, preuve de l'hostilité de la dynastie de Majorque envers ses turbulents vassaux.

## Vicomtes de Castelnou
- vers 994 - après 1028 : Guillaume Ier
- après 1028 - vers 1066 : Jaspert Ier
- vers 1066- vers 1075 : Udalgar Ier
- vers 1075 - après 1094 : Guillaume II, fils de Jaspert Ier
- après 1094 - vers 1124 : Guillaume III Udalgar, fils d'Udalgar Ier
- vers 1124 - vers 1151 : Jaspert II
- vers 1151 - vers 1172 : Guillaume IV
- vers 1172 - vers 1194 : Jaspert III
- vers 1194 - vers 1259 : Guillaume V
- vers 1259 - 1268 : Jaspert IV
- 1268 - 1284 : Guillaume VI, fils de Guillaume V
- 1284 - 1321 : Jaspert V